# جوزيف برتراند (كرة سلة)
جوزيف برتراند (بالإنجليزية: Joseph Bertrand)‏ مواليد 29 مارس 1991، هو لاعب كرة سلة محترف أمريكي بدأ مسيرته الاحترافية في سنة 2014 يلعب في دوري كندا الوطني لكرة السلة ويحمل الرقم 5. يبلغ طوله 6 قدم 6 بوصة (2.0 م). لعب كرة السلة الجامعية في جامعة إلينوي في إربانا-شامبين.

## روابط خارجية
- جوزيف برتراند على موقع كرة السلة الأوروبية.كوم (الإنجليزية)
- جوزيف برتراند على موقع كلية كرة السلة في سبورتس رفرنس.كوم (الإنجليزية)
- جوزيف برتراند على موقع بروبوليرز (الإنجليزية)